# Paulis manufaktur
Paulis manufaktur, Lorentz Paulis manufaktur eller Pauliska manufakturerna, var en textilmanufaktur på Södermalm i Stockholm, verksam mellan 1673 och 1776. Den var vid sidan av Barnängens manufaktur den största och mest framgångsrika manufakturen i Stockholm under 1700-talet.   
Manufakturen grundades av Niclas Pauli år 1673; det togs över av Christoffer Pauli 1710 och 1749 av Lorentz Pauli, som 1776 sålde sitt burskap och lade ned verksamheten på grund av att han var barnlös och saknade arvingar. 
Pauliska manufakturerna var under frihetstiden den största i Stockholm vid sidan av Barnängens. 88 procent av de anställda var kvinnor, vilket var mer än vid någon annan manufaktur; vid 1700-talets mitt beräknas mellan 3 000 och 7 000 kvinnor, eller 20–23 procent av alla vuxna kvinnor i Stockholm, ha varit anställda i textilindustrin. Till skillnad från sina konkurrenter behövde de heller aldrig ta bidrag från Lands-hjälpsdeputationen och Manufakturkontoret. Förlaget lades ned 1776 därför att dess sista ägare var barnlös snarare än för att det inte var lönsamt.   
Företaget bedrev förläggarverksamhet och försåg spinnerskorna med råvaror, vilket inte var fallet i alla fabriker. Manufakturen innfattade tre kategorier av arbetsformer: egenföretagande underleverantörer med egna nätverk; individuell hemspinning, samt spinnskolor.
Den första kategorin, egenföretagare, omfattade spinnmästarinnor som höll egna spinnverkstäder där de anställde spinnerskor som spann till Pauli mot att manufakturen tillhandahöll ull, hyra, belysning, värme och redskap. Endast spinnmästarinnorna, eller "förestånderskorna", var anställda direkt av Pauli: dock kan de också ha levererat även till andra. 1753 uppgavs Pauli ha 4 spinnmästarinnor, 25 spinnerskor och 2 manliga spinnare direkt anställda. Bland dessa fanns spinnmästarinnorna Catharina Nordström, som hade en verkstad i Katarina förslamling på Södermalm, och Catharina Bromark, vars verkstad låg på Ladugårdslandet. 
Den andra kategorin, spinnskolorna, var offentligt finansierade enligt uppdrag av år 1747 att utbilda kvinnor i spinnkonsten under uppsikt av en spinnmästarinna. 1752–53 var 56 kvinnor elever i Paulis spinnskola under spinnmästarinnan Clara Lena Flodin. Pauli betalade för samma saker som i fallet spinnverkstäder, och lokalerna för spinnskolorna var stora. I detta fall var dock spinnerskorna anställda enligt tjänstestadgan. 
Den tredje kategorin, hemspinnerskorna, fick ull mot pant av Paulis för att spinna hemma i sina bostäder. Majoriteten av dessa var gifta kvinnor som bidrog till familjens försörjning: de producerade dubbelt så lite men fick samma lön som eleverna i spinnskolorna och tog hand om det grövsta garnet. 1752 var 103 kvinnor anställda som hemspinnerskor, varav 55 var gifta kvinnor.      
Paulis manufaktur hade kontor vid Järntorget och därutöver verkstater utspridda över stan. Det garn som hade tillverkats av de tre övre kategorierna lämnades antingen in till verkstäder där (oftast manliga) arbetare tvinnade och vävde garnet, eller också till sömmerskor eller nockerskor som arbetade hemifrån.